# Російський балет Сергія Дягілєва

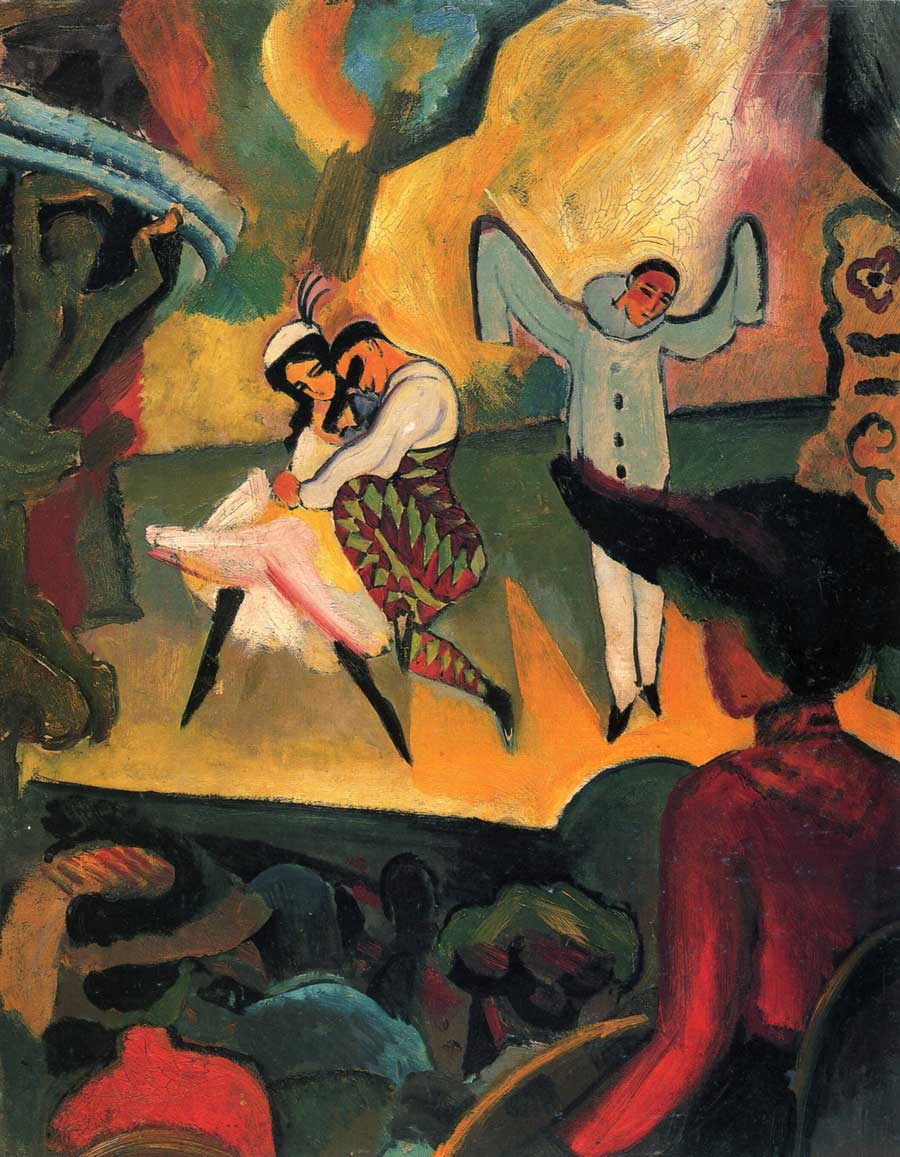
Август Маке. Російський балет (1912)

Російський балет Сергія Дягілєва або просто «російський балет», Ballets russes — балетна компанія, заснована в 1911 р. російським театральним діячем і мистецтвознавцем Сергієм Дягілєвим. Виросла із «Російських сезонів» 1909 року і функціонувала протягом 20-ти сезонів до смерті Дягілєва в 1929 році.

## Естетичні орієнтири
Дягілєв мав талант знаходити обдарованих людей і розкривати їх здібності. В його команді працювали:
- хорегографи Вацлав Ніжинський, Леонід Мясін, Михайло Фокін, Серж Лифар, Джордж Баланчин
- художники по костюмах декораціях Леон Бакст і Олександр Бенуа, з якими Дягілєв товаришував ще в об'єднанні «світ мистецтва», пізніше також Пабло Пікассо, Андре Дерен, Коко Шанель, Анрі Матісс, російські авангардисти Наталя Гончарова, Михайло Ларіонов, Наум Габо, Антуан Певзнер.
- композитори Ріхард Штраус, Ерік Саті, Моріс Равель, Сергій Прокоф'єв, Клод Дебюссі та, особливо, Ігор Стравінський.

З самого початку основним напрямком хореографії його сезонів стало прагнення розсунути рамки класичного балету. Експерименти з танцювальними формами Ніжинського випереджали час і тому були не відразу прийняті глядачами. Фокін додав рухам багату пластику, З самого початку основним напрямком хореографії його сезонів стало прагнення розсунути раа продовжувач закладених ним принципів Мясін збагатив хореографію ламаними і химерними формами. Джордж Баланчин остаточно відійшов від правил академічного танцю, надавши своїм балетів більш стилізоване і експресіоністичне звучання.
Сезони Дягілєва — особливо перші, в програму яких входили балети «Жар-птиця», «Петрушка» і «Весна священна» — зіграли значну роль в популяризації російської культури в Європі і сприяли встановленню моди на все російське. Наприклад, англійські танцівники Патрік Хілі-Кей, Еліс Маркс і Хільда Маннінгс взяли російські імена (відповідно Антон Долін, Алісія Маркова та Лідія Соколова), під якими і виступали в трупі Дягілєва. Популярність його сезонів призвела і до захоплення європейців традиційним російським костюмом і породила нову моду — навіть дружина короля Великої Британії Георга VI виходила заміж у «сукні, що перефразовує російські фольклорні традиції».

## Репертуар
| Рік  | День і місце прем'єри                    | Назва балету і провідні виконавці                                                          | Хореографія   | Музика                                                             | Костюми і декорації             |
| ---- | ---------------------------------------- | ------------------------------------------------------------------------------------------ | ------------- | ------------------------------------------------------------------ | ------------------------------- |
| 1909 | 19 травня Париж, Шатле                   | Павільйон Арміди Т. Карсавіна, В. Ніжинський, С. Григор'єв, В. Караллі, М. Мордкін         | М. Фокін      | М. Черепнін                                                        | О. Бенуа                        |
| 1909 | 19 травня Париж, Шатле                   | Половецькі танці Н. Кремньов, А. Больм, Г. Роза                                            | М. Фокін      | О. Бородін                                                         | М. Реріх                        |
| 1909 | 19 травня Париж, Шатле                   | Бенкет Т. Карсавіна, В. Фокіна, Б. Ніжинська, В. Ніжинський, А. Больм, Г. Роза             | М. Фокін      | М. Римський-Корсаков, М. Мусоргський, М. Глінка, О. Глазунов та ін | Л. Бакст                        |
| 1909 | 2 червня Париж, Шатле                    | Сильфіди А. Павлова, Т. Карсавіна                                                          | М. Фокін      | Ф. Шопен                                                           | О. Бенуа                        |
| 1909 | 2 червня Париж, Шатле                    | Клеопатра А. Павлова, І. Рубінштейн, Т. Карсавіна, В. Ніжинський, М. Фокін                 | М. Фокін      | А. Аренський                                                       | Л. Бакст                        |
| 1910 | 20 травня Париж, Гранд-опера             | Карнавал Л. Лопухова, Т. Карсавіна, В. Ніжинський                                          | М. Фокін      | Р. Шуман                                                           | Л. Бакст                        |
| 1910 | 4 червня Париж, Гранд-опера              | Шехеразада Т. Карсавіна, В. Ніжинський, І. Рубінштейн                                      | М. Фокін      | М. Римський-Корсаков                                               | Л. Бакст                        |
| 1910 | 18 червня Париж, Гранд-опера             | Жизель Т. Карсавіна                                                                        | М. Фокін      | А. Адан                                                            | О. Бенуа                        |
| 1910 | 25 червня Париж, Гранд-опера             | Жар-птиця Т. Карсавіна, В. Ніжинський, М. Фокін                                            | М. Фокін      | І. Стравінський                                                    | Л. Бакст                        |
| 1910 | 25 червня Париж, Гранд-опера             | Орієнталії В. Ніжинський                                                                   | М. Фокін      | О. Глазунов, О. Бородін та ін                                      | Л. Бакст                        |
| 1911 | 19 квітня Монте-Карло, Казино            | Привид троянди В. Ніжинський, Т. Карсавіна                                                 | М. Фокін      | К. Вебер                                                           | Л. Бакст                        |
| 1911 | 26 квітня Монте-Карло, Казино            | Нарцис В. Ніжинський                                                                       | М. Фокін      | М. Черепніна                                                       | Л. Бакст                        |
| 1911 | 6 червня Париж, Шатле                    | Підводне царство (з опери «Садко») В. Ніжинський                                           | М. Фокін      | М. Римський-Корсаков                                               | Б. Анісфельд                    |
| 1911 | 13 червня Париж, Шатле                   | Петрушка В. Ніжинський, Т. Карсавіна                                                       | М. Фокін      | І. Стравінський                                                    | О. Бенуа                        |
| 1911 | 30 листопада Лондон, Ковент-Гарден       | Лебедине озеро                                                                             | М. Фокін      | П. Чайковський                                                     | О. Бенуа                        |
| 1912 | 13 травня Париж, Шатле                   | Блакитний бог В. Ніжинський                                                                | М. Фокін      | Р. Ган                                                             | Л. Бакст                        |
| 1912 | 20 травня Париж, Шатле                   | Тамар                                                                                      | М. Фокін      | М. Балакірєв                                                       | Л. Бакст                        |
| 1912 | 29 травня Париж, Шатле                   | Післяполуденний відпочинок фавна В. Ніжинський                                             | В. Ніжинський | К. Дебюссі                                                         | Л. Бакст                        |
| 1912 | 8 червня Париж, Шатле                    | Дафніс і Хлоя В. Ніжинський, Т. Карсавіна                                                  | М. Фокін      | М. Равель                                                          | Л. Бакст                        |
| 1913 | 15 травня Париж, театр Єлисейських полів | Ігри В. Ніжинський                                                                         | В. Ніжинський | К. Дебюссі                                                         | Л. Бакст                        |
| 1913 | 29 травня Париж, театр Єлисейських полів | Весна священна Т. Карсавіна, В. Ніжинський                                                 | В. Ніжинський | І. Стравінський                                                    | М. Реріх                        |
| 1913 | 12 червня Париж, театр Єлисейських полів | Трагедія Саломеї Т. Карсавіна, А. Гаврилов                                                 | Б. Романов    | Ф. Шмітт                                                           | С. Судейкін                     |
| 1914 | 16 квітня Монте-Карло, Казино            | Метелик Т. Туманова                                                                        | М. Фокін      | Р. Шуман                                                           | Л. Бакст М. Добужинський        |
| 1914 | 14 травня Париж, Гранд-опера             | Легенда про Йосипа Л. Мясін, Л. Лопухова                                                   | М. Фокін      | Р. Штраус                                                          | Л. Бакст                        |
| 1914 | 24 травня Париж, Гранд-опера             | Золотий півник Т. Карсавіна, А. Данилов                                                    | М. Фокін      | М. Римський-Корсаков                                               | Н. Гончарова                    |
| 1914 | 26 травня Париж, Гранд-опера             | Соловей                                                                                    | Б. Романов    | І. Стравінський                                                    | О. Бенуа                        |
| 1914 | 2 червня Париж, Гранд-опера              | Мідас                                                                                      | М. Фокін      | М. Штейнберг                                                       | М. Добужинський                 |
| 1915 | 20 грудня Женева, Гранд-театр            | Опівнічне сонце Л . Мясін, Л. Лопухова, С. Ідзиковський                                    | Л. Мясін      | М. Римський-Корсаков                                               | М. Ларіонов                     |
| 1916 | 21 серпня Сан-Себастьян                  | Меніни Л. Мясін, Н. Кремньов                                                               | Л. Мясін      | Г. Форе                                                            | Х.-М. Серт                      |
| 1916 | 25 серпня Сан-Себастьян                  | Мара                                                                                       | Л. Мясін      | А. Лядов                                                           | М. Ларіонов                     |
| 1916 | 23 жовтня Нью-Йорк, Манхеттен-опера      | Тіль Уленшпігель                                                                           | В. Ніжинський | Р. Штраус                                                          | Р. Джонс                        |
| 1917 | 12 квітня Рим, Констанци                 | Феєрверк                                                                                   | Л. Мясін      | І. Стравінський                                                    | Д. Балла                        |
| 1917 | 12 квітня Рим, Констанци                 | Жінки в хорошому настрої Л. Мясін, Л. Чернишова, В. Немчінова                              | Л. Мясін      | Д. Скарлатті                                                       | Л. Бакст                        |
| 1917 | 11 травня Париж, Шатле                   | Російські казки С. Ідзиковський, А. Войцеховський, Л. Чернишова, Л. Лопухова, В. Немчінова | Л. Мясін      | А. Лядов                                                           | М. Ларіонов Н. Гончарова        |
| 1917 | 18 травня Париж, Шатле                   | Парад Л. Мясін, В. Немчінова                                                               | Л. Мясін      | Е. Саті                                                            | П. Пікассо                      |
| 1919 | 5 липня Лондон, Альгамбра                | Чарівна лавка В. Немчинова, Л. Лопухова, С. Ідзиковський                                   | Л. Мясін      | Д. Россіні                                                         | А. Дерен                        |
| 1919 | 22 липня Лондон, Альгамбра               | Треуголка Л. Мясін, Т. Карсавіна                                                           | Л. Мясін      | М. де Фалья                                                        | П. Пікассо                      |
| 1920 | 2 лютого Париж, Гранд-опера              | Пісня солов'я Т. Карсавіна, Л. Соколова, Л. Чернишова, Л. Мясін, А. Гаврилов               | Л. Мясін      | І. Стравінський                                                    | А. Матісс                       |
| 1920 | 15 травня Париж, Гранд-опера             | Пульчинелла                                                                                | Л. Мясін      | І. Стравінський                                                    | П. Пікассо                      |
| 1920 | 27 травня Париж, Гранд-опера             | Жіночі примхи Т. Карсавіна, А. Войцеховський, Л. Мясін, Л. Чернишова                       | Л. Мясін      | Д. Чимароза                                                        | Х.-М. Серт                      |
| 1920 | 15 грудня Париж, театр Єлисейських полів | Весна священна Лідія Соколова                                                              | Л . Мясін     | І. Стравінський                                                    | М. Реріх                        |
| 1921 | 17 травня Париж, Гете-лірик              | Блазень Т. Славинський, Л. Чернишова, С. Ідзиковський                                      | М. Ларіонов   | С. Прокоф'єв                                                       | М. Ларіонов                     |
| 1921 | 17 травня Париж, Гете-лірик              | Квадро фламенко                                                                            | Народні танці | Народна музика                                                     | П. Пікассо                      |
| 1921 | 2 листопада Лондон, Альгамбра            | Спляча красуня О. Спесивцева, Л. Лопухова, В. Немчінова                                    | М. Сергєєв    | П. Чайковський                                                     | Л. Бакст                        |
| 1922 | 18 травня Париж, Гранд-опера             | Весілля Аврори В. Трефілова, П. Владимиров                                                 | Б. Ніжинська  | П. Чайковський                                                     | О. Бенуа                        |
| 1922 | 18 травня Париж, Гранд-опера             | Мавр                                                                                       | Б. Ніжинська  | І. Стравінський                                                    | Л. Сюрваж                       |
| 1922 | 3 червня Париж, Гранд-опера              | Розповідь про Лисицю, Півня, Кота та Барана Б. Ніжинська, С. Ідзиковський                  | Б. Ніжинська  | І. Стравінський                                                    | М. Ларіонов                     |
| 1923 | 13 липня Париж, Гете-лірик               | Весіллячко А. Войцеховський, С. Ідзиковський, Л. Чернишова, В. Немчінова                   | Б. Ніжинська  | І. Стравінський                                                    | Н. Гончарова                    |
| 1924 | 3 січня Монте-Карло, Казино              | Спокуса пастушки В. Немчинова, Л. Чернишова                                                | Б. Ніжинська  | М. Монтеклер                                                       | Х. Гріс                         |
| 1924 | 5 січня Монте-Карло, Казино              | Лікар мимоволі                                                                             | Б. Ніжинська  | Ш. Гуно                                                            | О. Бенуа                        |
| 1924 | 6 січня Монте-Карло, Казино              | Лані                                                                                       | Б. Ніжинська  | Ф. Пуленк                                                          | М. Лоранс                       |
| 1924 | 8 січня Монте-Карло, Казино              | Чімарозіана                                                                                | Л. Мясін      | Д. Чимароза                                                        | Х.-М. Серт                      |
| 1924 | 19 січня Монте-Карло, Казино             | Докучні Л. Чернишова, А. Долін, А. Вільтзак                                                | Б. Ніжинська  | Ж. Орік                                                            | Ж. Шлюб                         |
| 1924 | 24 червня Париж, театр Єлисейських полів | Блакитний експрес Б. Ніжинська, А. Долін, С. Лифар, А. Войцеховський                       | Б. Ніжинська  | Д. Мійо                                                            | А. Лоран, К. Шанель, П. Пікассо |
| 1925 | 28 квітня Монте-Карло, Казино            | Зефір і Флора А. Нікітіна, А. Долін, С. Лифар                                              | Л. Мясін      | В. Дукельський                                                     | Ж. Шлюб                         |
| 1925 | 17 червня Париж, Гете-лірик              | Пісня солов'я                                                                              | Д. Баланчин   | І. Стравінський                                                    | А. Матісс                       |
| 1925 | 17 червня Париж, Гете-лірик              | Матроси С. Лифар, Т. Славінський, А. Войцеховський                                         | Л. Мясін      | Ж. Орік                                                            | П. Прюна                        |
| 1925 | 11 грудня Лондон, Колізеум               | Барабо А. Войцеховський, С. Лифар                                                          | Д. Баланчин   | В. Рієті                                                           | М. Утрілло                      |
| 1926 | 29 травня Париж, театр Сари Бернар       | Пастораль А. Данилова, А. Войцеховський, С. Лифар                                          | Д. Баланчин   | Ж. Орік                                                            | П. Прюна                        |
| 1926 | 3 червня Париж, театр Сари Бернар        | Чортик з табакерки А. Данилова, Л. Чернишова, С. Ідзиковський                              | Д. Баланчин   | Е. Саті                                                            | А. Дерен                        |
| 1927 | 30 квітня Монте-Карло, Казино            | Кішка А. Нікітіна, С. Лифар                                                                | Д. Баланчин   | А. Соге                                                            | Н. Габо А. Певзнер              |
| 1927 | 1 червня Париж, театр Сари Бернар        | Меркурій Л. Мясін                                                                          | Л. Мясін      | Е. Саті                                                            | П. Пікассо                      |
| 1927 | 7 червня Париж, театр Сари Бернар        | Сталевий скік А. Данилова, Л. Чернишова, Л. Мясін, С. Лифар                                | Л. Мясін      | С. Прокоф'єв                                                       | Г. Якулов                       |
| 1928 | 6 червня Париж, театр Сари Бернар        | Ода Л. Мясін, С. Лифар, А. Нікітіна                                                        | Л. Мясін      | М. Набоков                                                         | П. Шарбоньє                     |
| 1928 | 12 червня Париж, театр Сари Бернар       | Аполлон Мусагет А. Данилова, Л. Чернишова, С. Лифар                                        | Д. Баланчин   | І. Стравінський                                                    | А. Боша Шанель                  |
| 1928 | 16 липня Лондон, театр Її Величності     | Боги-жебраки Л. Чернишова, А. Войцеховський, А. Долін                                      | Д. Баланчин   | Г. Ф. Гендель                                                      | Л. Бакст Х. Гріс                |
| 1929 | 9 травня Монте-Карло, Казино             | Бал А. Данилова, С. Лифар, А. Долін                                                        | Д. Баланчин   | В. Рієті                                                           | Д. де Кіріко                    |
| 1929 | 21 травня Париж, театр Сари Бернар       | Розповідь про Лисицю, Півня, Кота та Барана                                                | С. Лифар      | І. Стравінський                                                    | М. Ларіонов                     |
| 1929 | 21 травня Париж, театр Сари Бернар       | Блудний син С. Лифар, А. Долін, А. Войцеховський                                           | Д. Баланчин   | С. Прокоф'єв                                                       | Ж. Руо                          |